# Charles Lee (général)
Pour les articles homonymes, voir Charles Lee.
Charles Lee (né le 6 février 1732, mort le 2 octobre 1782) fut au départ un soldat britannique qui devint planteur en Virginie puis général de l'armée continentale lors de la guerre d'indépendance des États-Unis.

## Biographie
Charles Lee est né dans le comté du Cheshire en Angleterre, fils de John et d'Elysabeth et fit ses études en Suisse. Nommé Lieutenant en 1751, il fut envoyé en Amérique en 1754 pour servir lors de la guerre de la Conquête. Au cours de son séjour, il épousa la fille d'un chef Mohawks. Devenu capitaine en 1756, il fut blessé lors de la bataille de Fort Carillon en 1758. Il participa ensuite à la bataille de Fort Niagara en 1759 et à la prise de Montréal en 1760.
Charles Lee retourna alors en Europe et servit comme Lieutenant-colonel dans l'armée portugaise lors de la guerre contre l'Espagne en 1762. En 1765, il combat aux côtés de Stanislas II de Pologne en qualité d'aide de camp. En 1773, il fait l'acquisition d'une plantation dans l'actuelle Virginie-Occidentale et repart s'installer définitivement en Amérique.
Lors du déclenchement de la guerre d'indépendance des États-Unis, il fut le candidat malheureux contre George Washington pour le poste de commandant en chef de l'Armée continentale.
Lors de la bataille de Monmouth, le 28 juin 1778, il ordonna la retraite de ses troupes alors que Washington lui avait ordonné d'attaquer. Cela lui valut d'être traduit en cour martiale qui le releva de ses fonctions de commandant pour un an. Courroucé, il calomnia Washington. John Laurens, après incitation d'Alexander Hamilton, provoqua en duel le général Charles Lee, pour laver l'honneur de Washington, même si ce dernier avait interdit toutes représailles. Le duel se déroula sous les murs de Philadelphie le 23 décembre 1778. Lee fut blessé au flanc par le premier tir de Laurens et l'affaire se termina grâce à l'intervention des seconds des deux hommes : Alexander Hamilton et Evan Edwards, avant qu'ils ne puissent tirer une deuxième fois.
Lee a été libéré de son service militaire le 10 janvier 1780, et il se retira à Philadelphie où il décéda de la fièvre en 1782.

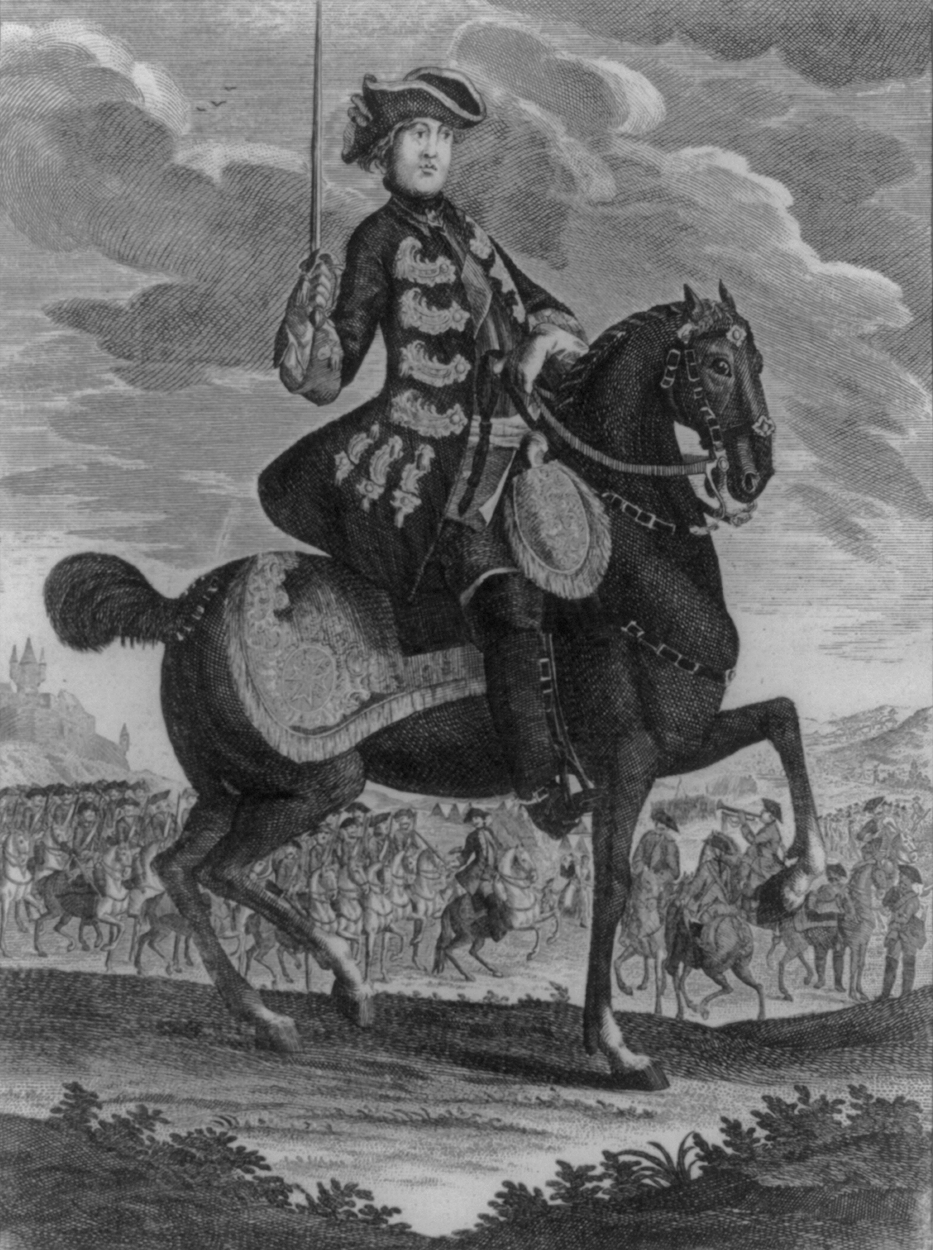
Charles Lee.

## Postérité
Plusieurs villes ou lieux des États-Unis ont été baptisés en son honneur, mais également le Fort Lee.
Lee apparaît dans le jeu vidéo Assassin's Creed III en tant que commandant-en-second du Rite américain de l'Ordre des Templiers. Après la mort du Grand Maître Haytham Kenway, Charles Lee devient Grand Maître du Rite américain mais meurt peu de temps après, assassiné par le fils de Haytham, Connor.
Il apparaît également dans la comédie musicale Hamilton, qui raconte la vie d'Alexander Hamilton.
La série Outlander le fait apparaître dans sa saison 7 lors d'un dîner où il attaque verbalement George Washington pour le ridiculiser. L'autrice s'est certainement inspirée de l'opposition des deux personnages historiques. Par ailleurs, le personnage de fiction Claire Fraser, qui les a reçu pour le dîner et qui est une voyageuse dans le temps, informe son mari après le départ des convives que le nom de Lee ne sera pas retenu par le grand public contrairement à celui du Marquis de La Fayette, soutien des insurgés américains et présent aussi dans cette rencontre fictive.